# Колт модел 1860
Колт модел 1860 (енгл. Colt Army Model 1860), револвер капислар америчке компаније Колт, конструисан 1860. године.

## Историја
Амерички пушкар Семјуел Колт конструисао је 1835. први револвер с капислом, Колт Патерсон. До 1860. компанија Колт произвела је серију револвера капислара, чији су се добоши са 6 барутних комора пунили спреда (шипком) барутом и куглом, док се каписла стављала на шупљи пипак на задњој страни добоша (по једна за сваку комору). Ороз се запињао руком, при чему се окретао и добош, а опаљивање се вршило ударцем ороза који је активирао капислу (идентично као код пушака капислара, с том разликом да је револвер имао 6 ротирајућих барутних комора у добошу, а пушке каписларе само једну). Брзина гађања била је мала, јер се ороз запињао ручно после сваког опаљења - били су то такозвани револвери са обарачем једноставног дејства. Компанија Колт имала је монопол на производњу револвера у САД све до 1857, када је њихов патент коначно истекао. Колт модел 1860 масовно је коришћен у Америчком грађанском рату (1860-1865).